# Agate
VE110 Agate war die Bezeichnung einer französischen Versuchsrakete Anfang bis Mitte der 1960er-Jahre (3. Juni 1961 bis 20. April 1964). Die Agate hat eine Länge von 8,50 Metern, einen Durchmesser von 0,80 Meter, eine Startmasse von 3,2 Tonnen, einen Startschub von 186 kN und eine Gipfelhöhe von 20 km. Die Agate wurde von Hammaguir und der Ile de Levant gestartet, um Instrumentenkapseln und Bergungssysteme (Agate R / VE110RR) zu testen. Die Agate war ungesteuert und Ausgangspunkt für die Entwicklung der Rakete Diamant. Als Basis kam ein die NA801 Mammouth zum Einsatz.
Sie gehörte zum französischen VE (Vehicles Experimental) Programm zur Entwicklung von Luft-, Silo- oder U-Boot gestützten ICBM, zu dem auch die VE8, VE9, VA10 Aigle, VE111 Topaze, VE121 Emeraude, VE210 Rubis und die VE231 Saphir gehörten. Diese Raketen wurden ab 1959 auf Anweisung von de Gaulle durch die im September 1959 gegründete Firma SEREB (Société pour l'étude et la réalisation d'engins balistiques) entwickelt.